# 荀巨伯
荀巨伯（?—?），颍川郡（今河南许昌市）人，东汉人物，汉桓帝时期的义士。

## 故事
荀巨伯从远方来探视患病的朋友，这时匈奴人围攻朋友住的城池。朋友对荀巨伯说自己快死了，让他马上离开。荀巨伯不能背信弃义而求活命。敌兵闯进，问荀巨伯，全郡城之人逃之一空，他为什么敢独自留下。荀巨伯说，自己的朋友得了重病，他不忍心丢弃，宁愿用自己的身躯替代朋友的性命。匈奴人認為自己是没有道义的人，闯入了有道義的邦国。于是率军撤回，全郡城的財物和人命得以保全。